# Переліски (Казахстан)
Перелі́ски (каз. Перелески) — село у складі Денисовського району Костанайської області Казахстану. Адміністративний центр та єдиний населений пункт Переліскинського сільського округу.
Населення —  (2021; 1706 у 2009, 1996 у 1999,  у 1989).